# Ann Vickers
 Ann Vickers és una pel·lícula estatunidenca dirigida per John Cromwell, estrenada el 1933 i doblada al català.

## Argument
Després que un oficial militar (Bruce Cabot) deixa embarassada Ann Vickers (Irene Dunne) i l'abandona, el seu nadó mor durant el part. Atordida, Ann, treballadora social que treballa a la presó de dones. No obstant això, quan intenta millorar les condicions allà, perd el seu treball. En canvi, escriu un llibre sobre la dura realitat de la presó i comença un idil·li amb un magistrat casat, Barney Dolphin (Walter Huston). Això ajuda la seva carrera però frustra el seu desig d'una família.

## Al voltant de la pel·lícula
A la novel·la, Ann Vickers és una defensora dels anticonceptius que té una relació extramarital. El guió per a la pel·lícula de 1933 va ser aprovat perl Codi Hays només quan la RKO Radio Pictures va acordar fer de Vickers una dona soltera en el moment de la seva aventura, eliminant així el final d'adulteri.
La reacció de l'Església Catòlica en els Estats Units amb el contingut en aquesta pel·lícula i  The Sign of the Cross  va conduir a la formació el 1934 de la Legió Nacional de la Decència, una organització dedicada a identificar i combatre el que considerava inacceptable en les pel·lícules, en general amb l'amenaça de boicotejar-la.

## Repartiment
- Irene Dunne: Ann Vickers
- Walter Huston: Barney Dolphin
- Conrad Nagel: Lindsay Atwell
- Bruce Cabot: Capità Lafe Resnick
- Edna May Oliver: Malvina Wormser
- Sam Hardy: Russell Spaulding
- Mitchell Lewis: capità Waldo
- Murray Kinnell: Dr. Slenk
- Helen Eby-Rock: Kitty Cognac
- Gertrude Michael: Mona Dolphin
- J. Carrol Naish: Dr. Sorelle
- Sarah Padden: Lil
- Reginald Barlow: Chaplain
- Rafaela Ottiano: Sra. Feldermans
- Jane Darwell: Sra. Gage (no surt als crèdits)